# St.-Andreas-Kirche (Brodersby)

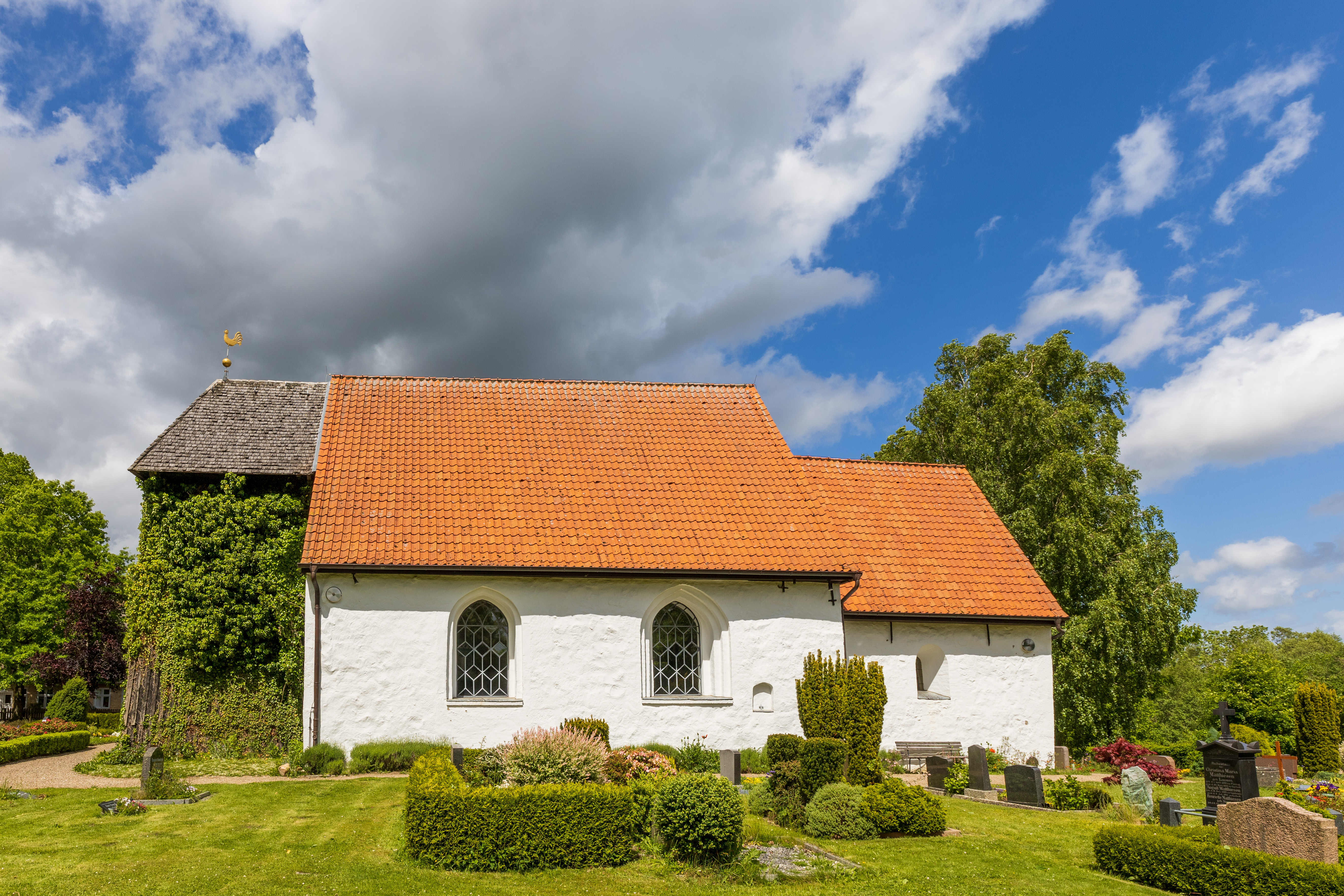
St.-Andreas-Kirche, das zugemauerte Pestfenster rechts neben dem östlichen Fenster

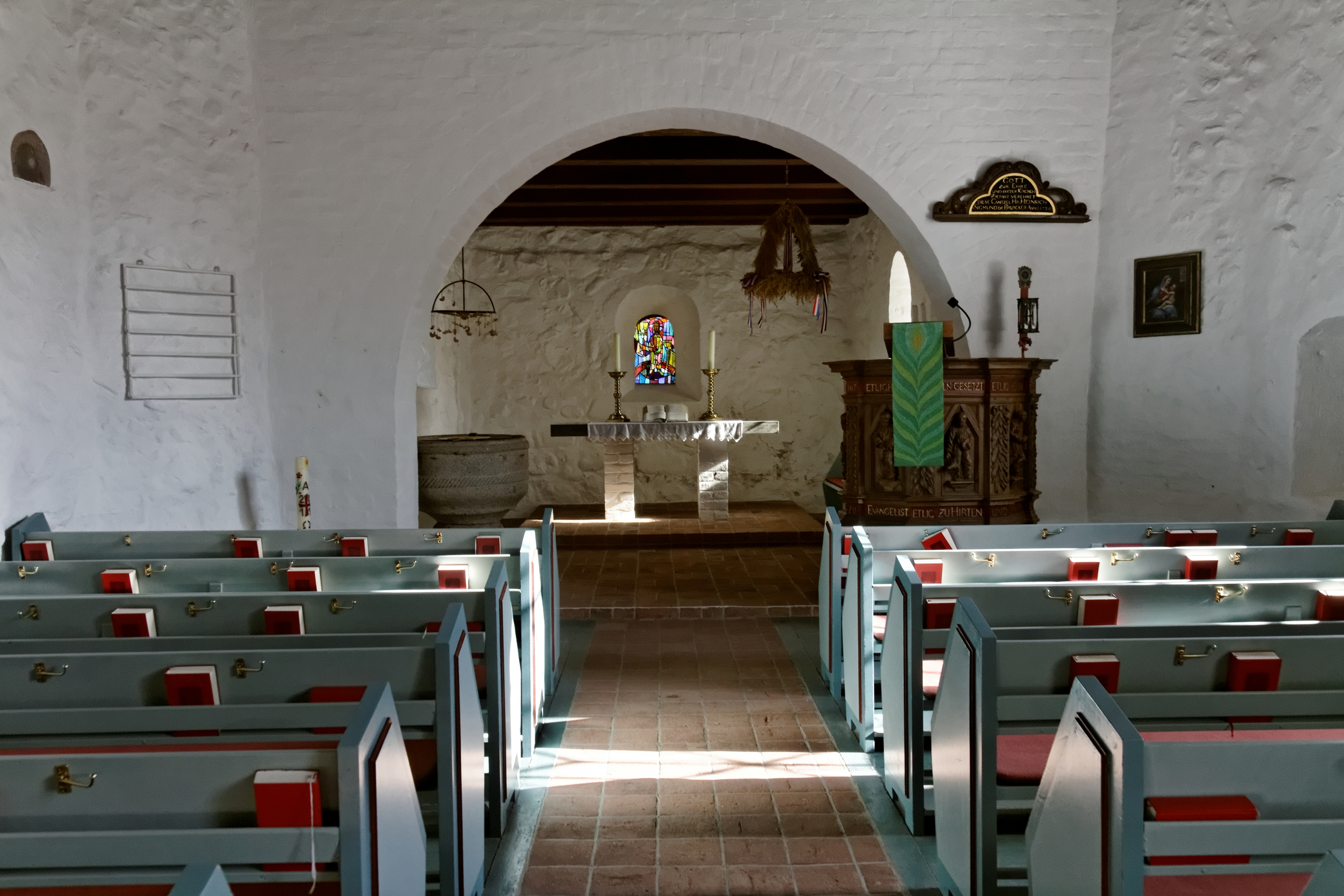
Blick zum Altar der St.-Andreas-Kirche, an der Nordwand der vorchristliche Schalenstein

Die St.-Andreas-Kirche in Brodersby ist eine romanische Kirche, die der evangelisch-lutherischen Kirchengemeinde Angeln-Süd im Kirchenkreis Schleswig-Flensburg der Evangelisch-Lutherischen Kirche in Norddeutschland gehört. Sie gilt als die Kirche in Angeln, die die ursprüngliche Bauform am besten erhalten hat.

## Geschichte
Die kleine Feldsteinkirche mit dem Patrozinium des Apostels Andreas wurde wahrscheinlich schon im dritten Viertel des 12. Jahrhunderts am Ort einer heidnischen Kultstätte erbaut, von der ein im Innenraum hoch an der Nordwand vermauerter Schalenstein aus vorchristlicher Zeit zeugt.
Spätestens seit der Reformation wurde das kleine Brodersbyer Kirchspiel zusammen mit der St.-Annen-Kirche in Taarstedt von einem Pastor verwaltet. Seit etwa 1990 gehört die St.-Andreas-Kirche mit der St.-Jakobus-Kirche in Moldenit und der St.-Marien-Kirche in Kahleby zur Kirchengemeinde Brodersby-Kahleby-Moldenit. Am 1. Oktober 2021 fusionierten die Kirchengemeinden Böklund, Brodersby-Kahleby-Moldenit, Nübel, Taarstedt, Struxdorf-Thumby, Tolk und Uelsby zur Kirchengemeinde Angeln-Süd.

## Bau
Die romanische, heute weiß verputzte Kirche besteht aus einem kurzen flachgedeckten Rechteckschiff und einem quadratischen Kastenchor ebenfalls mit flacher Holzdecke. An der Nordseite der Kirche sind die kleinen romanischen Fenster wiederhergestellt worden, während die Fenster an der Südseite 1899 zu der heutigen Spitzbogenform vergrößert wurden. Man betritt die Kirche durch das Nordportal, dessen Vorhaus aus dem Jahr 1842 stammt. An der Südwand des Kirchenschiffs befindet sich ein vermauertes Pest- oder Pönitenzfenster, auch Hagioskop genannt, durch das Menschen, die an ansteckenden Krankheiten litten oder unter dem Kirchenbann standen und deshalb die Kirche nicht betreten durften, dem Gottesdienst von außen beiwohnen konnten.
1955/56 wurde die Kirche renoviert. Dabei wurde der im 18. Jahrhundert abgetragene Chorbogen erneuert und die kleinen romanischen Fenster an der Ost- und Nordseite wieder geöffnet. Den thronenden Christus im Ostfenster entwarf 1956 die Kieler Künstlerin Dagmar Schulze-Roß, von der auch die abstrakten Entwürfe für die 1979 verglasten anderen romanischen Fenster stammen.
Der niedrige hölzerne Glockenturm lehnt sich an die Kirche an. Im Turm hängte eine Glocke von Klaus Asmussen von 1695.

## Ausstattung
Die Kirche besitzt ein großes romanisches Granittaufbecken mit einem umlaufenden Tauband aus der Erbauungszeit, das bei der Renovierung 1956 wieder seinen Platz im Chor gefunden hat. Aus der Mitte des 15. Jahrhunderts stammt das Triumphkreuz an der Südwand. Er wird angenommen, dass es von demselben einheimischen Künstler geschaffen wurde, der auch das Triumphkreuz der St.-Marienkirche Havetoft schuf.
Die barocke Kanzel mit der Darstellung der vier Evangelisten stammt aus dem Jahre 1726. Vom Schalldeckel hat sich nur die Stifterinschrift erhalten, die über der Kanzel angebracht ist. Stifter war demnach der Pächter der Missunder Fähre, Hinrich Sigismund de Bruycker, ein Sohn eines calvinistischen Flüchtlings aus den Niederlanden. Die Kanzel ist mit einer Doppelglas-Kanzeluhr ausgestattet. Das eine Glas läuft in einer halben Stunde durch, das andere in einer Stunde. Damit ist die vorgeschriebene Dauer einer Predigt angegeben. Während der Predigt ging der Küster mit dem Klingelbeutel, der heute an der Westempore befestigt ist, herum, weckte mit der lauten Schelle die Kirchenschläfer und sammelte die Kollekte ein.
Die Orgel stammt aus dem Jahr 1682. Sie befand sich ursprünglich in der St.-Wilhadi-Kirche in Ulsnis und wurde 1786 auf der 1739 eingezogenen Westempore eingebaut, wofür die flache Holzdecke an dieser Stelle angehoben wurde.
1956 erhielt die Kirche einen schlichten Tischaltar. Dafür wurde der 1726 zusammen mit der Kanzel gestiftete Altar, dessen Altarbild laut der Kirchlichen Statistik der Fehmarner Propstes J. M. Michler „ohne Wert“ war, entfernt.
Im Pestfenster steht eine barocke Figur des auferstandenen Christus auf der Weltkugel.

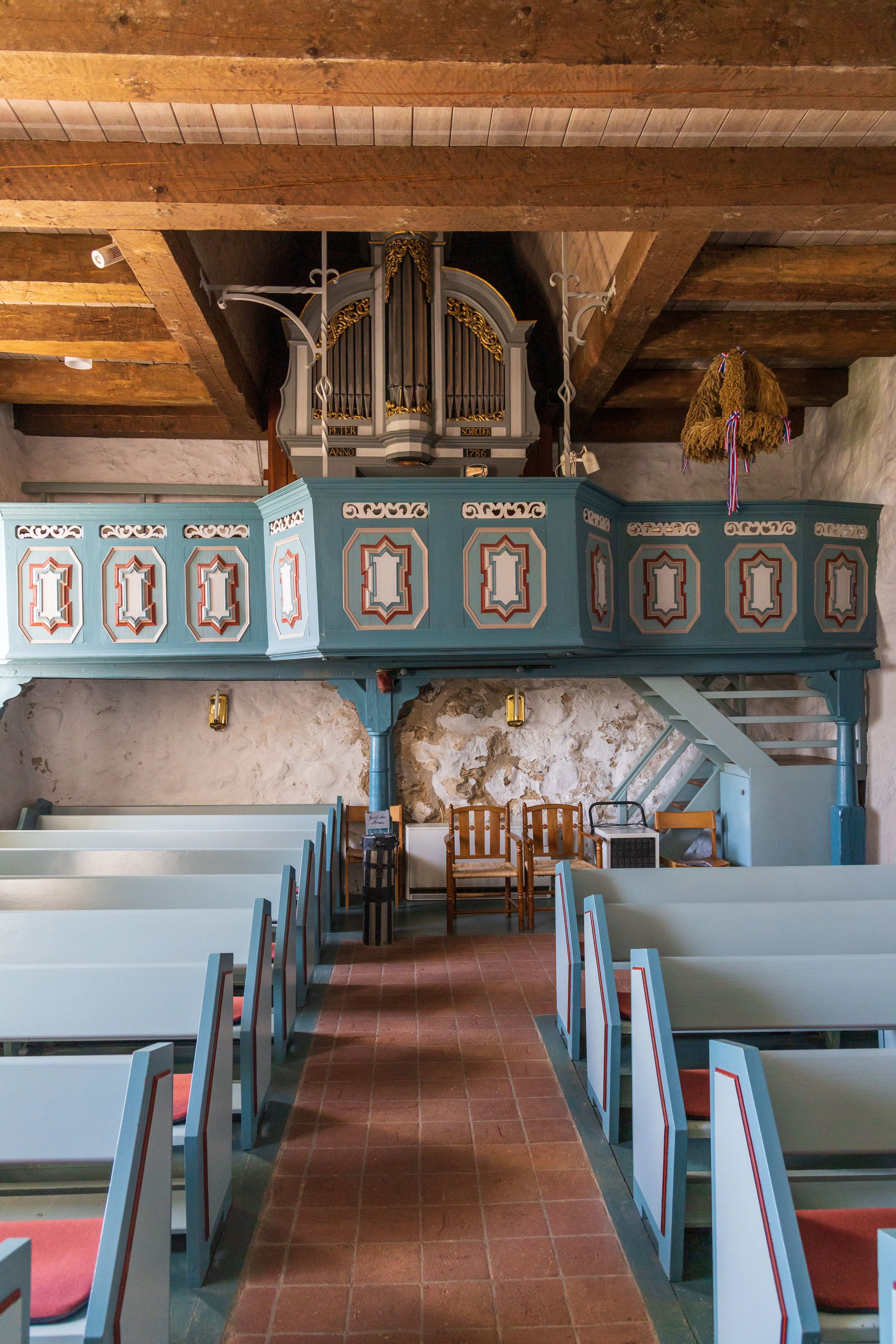
Blick nach Westen, unter der Empore hängt der Klingelbeutel
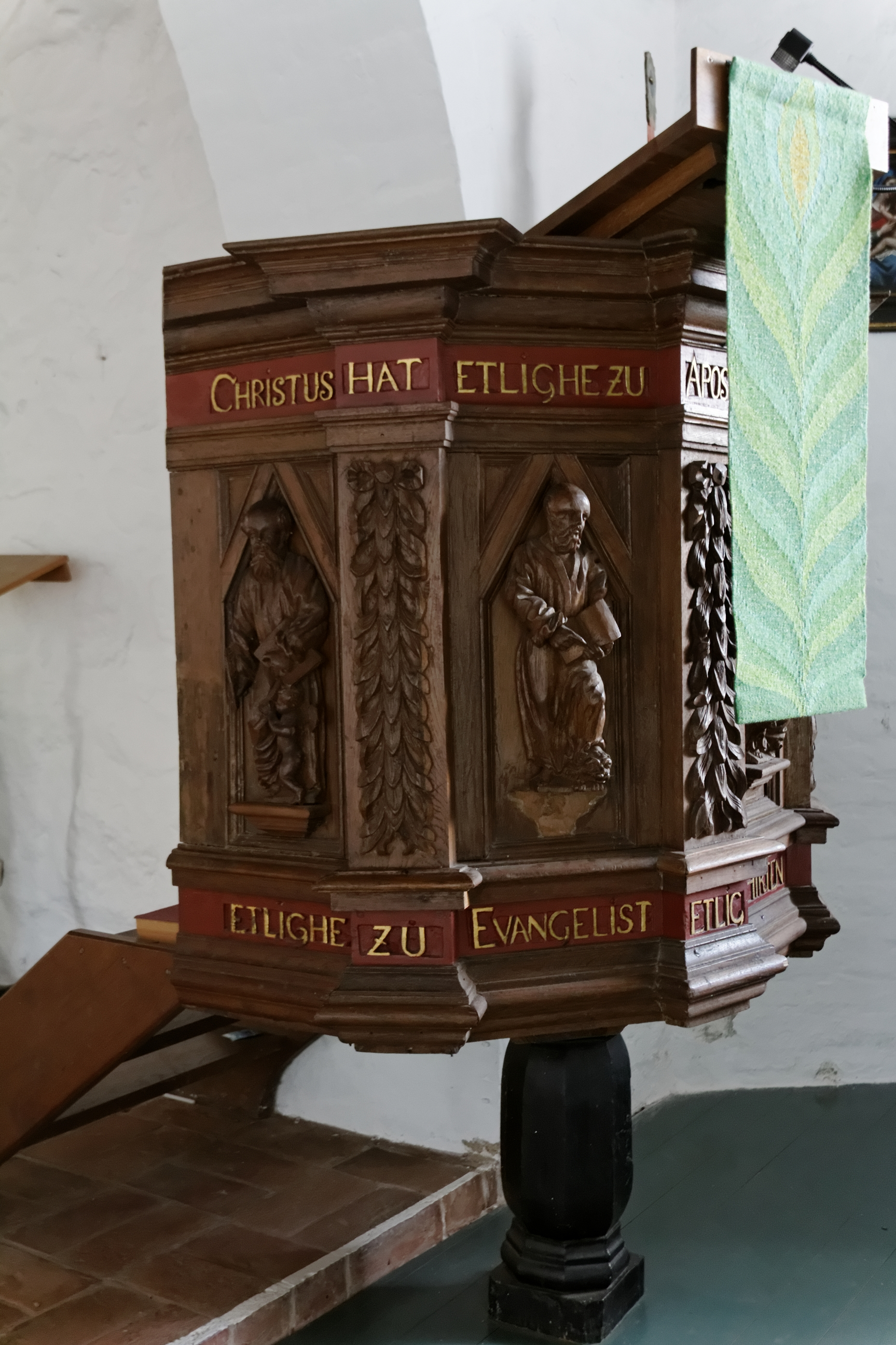
Kanzel
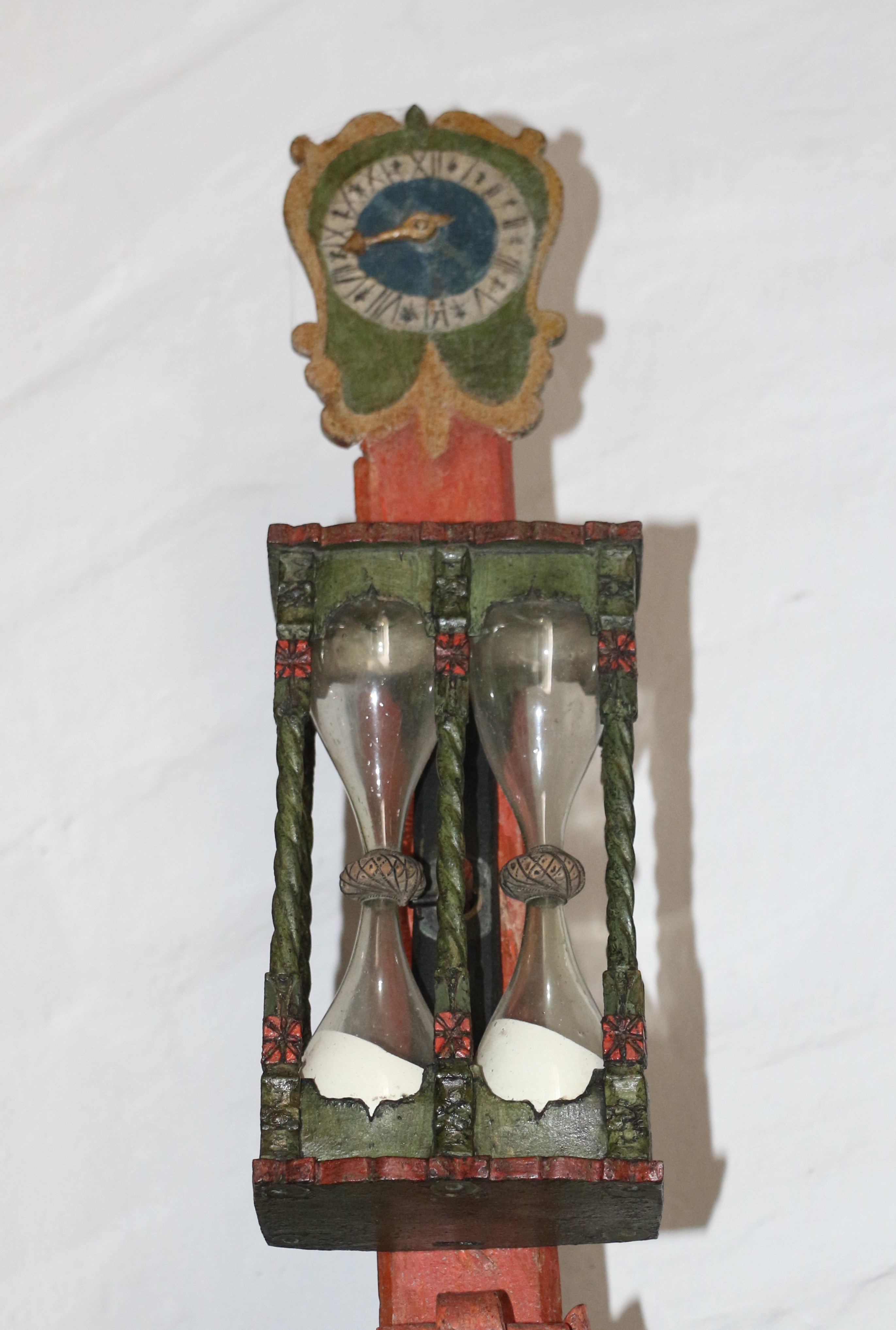
Kanzelsanduhr
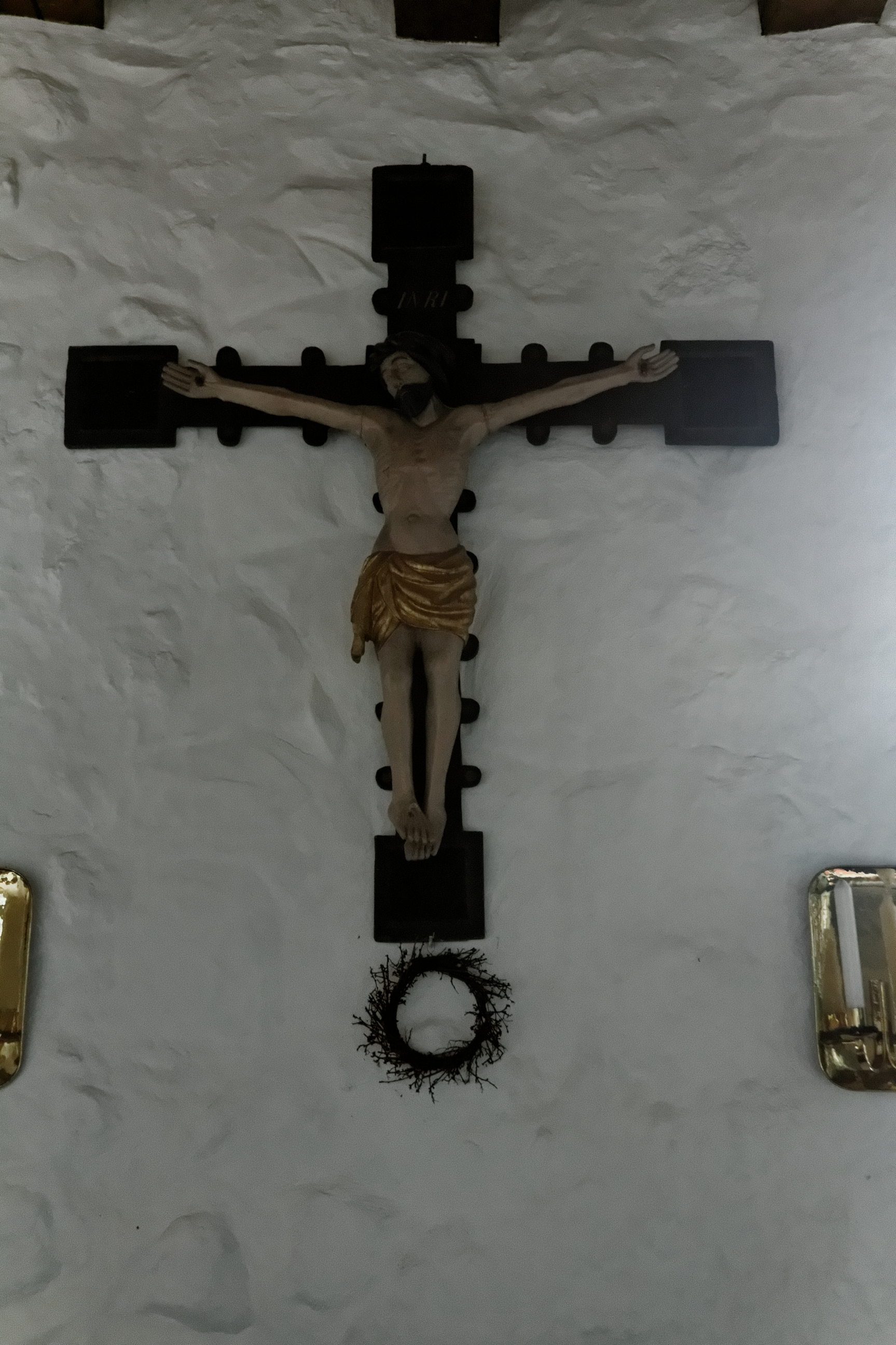
Triumphkreuz
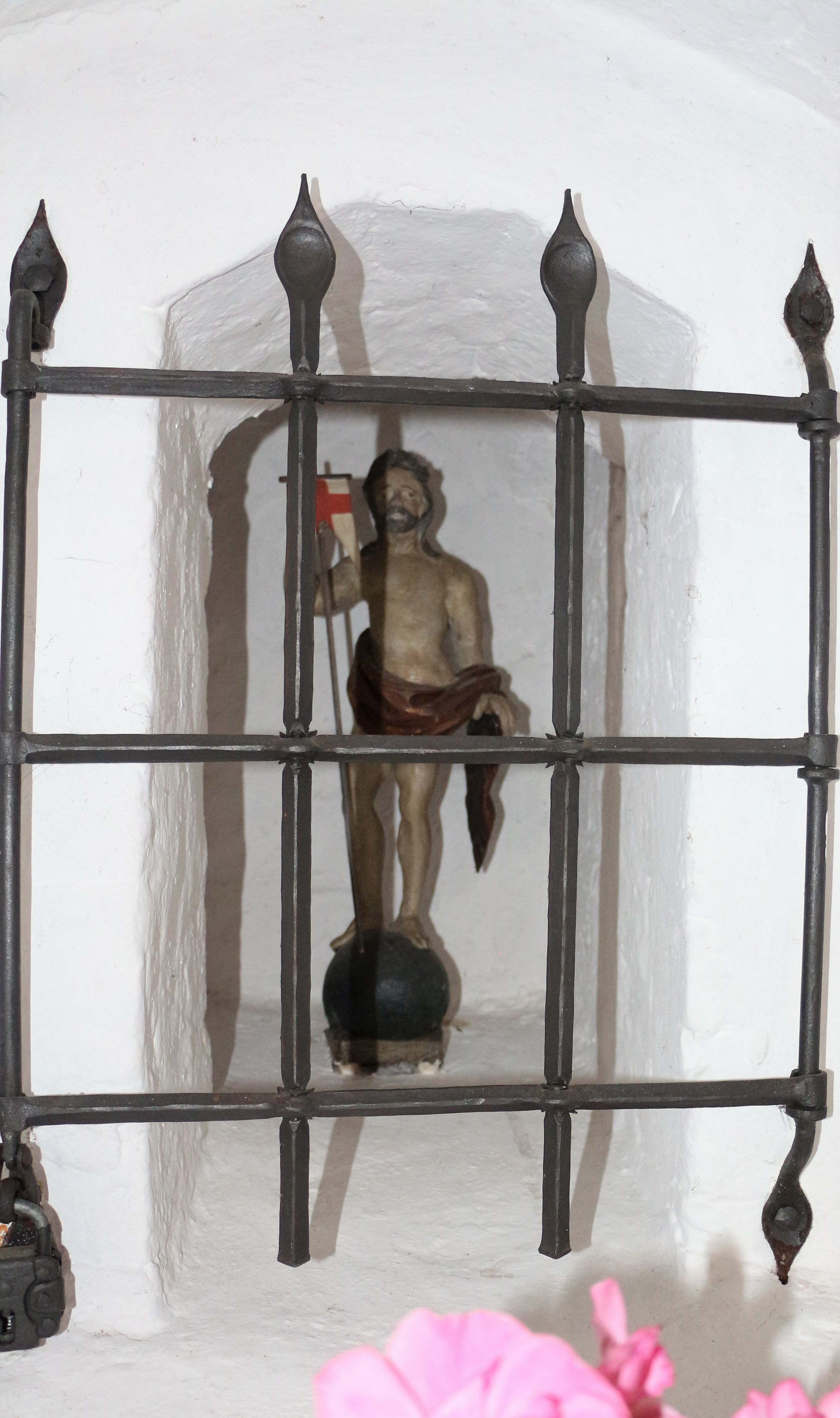
Christusfigur im zugemauerten Pestfenster

## Friedhof
Auf dem Friedhof befinden sich mehrere gusseiserne Grabkreuze, die an deutsche und dänische Gefallenen der Gefechte von Missunde nahe der Kirche während der Schleswig-Holsteinischen Erhebung von 1848–50 und im Deutsch-Dänischen Krieg von 1864 erinnern. An der Nordseite der Kirche sind zudem drei alte Grabplatten aus dem 17. und 18. Jahrhundert angebracht, die früher Gräber im Inneren der Kirche bedeckten.